# Де 042?
«Де 042?» — радянський художній фільм 1969 року, знятий на Кіностудії ім. О. Довженка.

## Сюжет
В основі сюжету — справжні події початку німецько-радянської війни. Червонофлотець Гаркуша і якут Номоконов після загибелі всієї команди залишаються удвох на бронекатері № 042. Виконуючи наказ командування, герої підривають міст через Дніпро, але опиняються в тилу ворога. Різними шляхами на катер потрапляють піхотинець, директор банку, артист і кримінальник, що втік з в'язниці…

## У ролях
- Анатолій Салімоненко — Гаркуша, матрос, командир бронекатери
- Болот Бейшеналієв — Номоконов, якут, моторист бронекатера
- Олександр Збруєв — Костянтин Семенович Дончак, кримінальник-втікач
- Олександр Коваленко — Дімка Солоухін, червоноармієць
- Аудріс Мечісловас Хадаравічюс — Штігліц, полонений німець-лікар
- Яків Козлов — Ельтонський (Горохов), артист цирку
- Володимир Олексієнко — Тимофій Сергійович Козубенко, директор банку
- Оксана Мілешкіна-Смілкова — Василинка, комсомолка-заручниця
- Сільвія Сергейчикова — санінструктор
- І. Джеломанов — румун, заправник морського транспорту
- Сигізмунд Криштофович — німецький начальник
- М. Березнюк — епізод
- Володимир Талашко — Сьомкін
- Леонід Данчишин — епізод

## Знімальна група
- Режисер-постановник: Олег Ленціус
- Сценаристи: Анатолій Галієв, Михайло Маклярський
- Оператор-постановник: Сергій Лисецький
- Художник-постановник: Олексій Бобровников
- Композитор: Євген Зубцов
- Звукооператор: Микола Медведєв
- Режисер: Л. Колесник
- Оператор: О. Глущук
- Художник-декоратор: В. Кашин
- Редактор: Надія Орлова
- Режисер монтажу: І. Карпенко
- Художник по костюмах: Алла Шестеренко
- Комбіновані зйомки: художник — Віктор Демінський, оператор — Олександр Пастухов
- Військові консультанти:  Г. Бабков, М. Поляков
- Державний симфонічний оркестр УРСР, диригент — Володимир Кожухар
- Директор картини: Яків Забутий